# Friedrich Egermann
Friedrich Egermann (Šluknov, 5 marzo 1777 – Haida, 1º gennaio 1864) è stato un artista tedesco.

## Biografia
Nato in condizioni di povertà, imparò le basi dell'arte del vetro dallo zio, Anton Kittel, che apparteneva alla corporazione dei Kreibitzer (pittori, doratori ed intagliatori del vetro). Studiò in Sassonia e fece pratica sulla porcellana al castello di Albrecht di Meißen. 
A 29 anni si sposò con Elisabetta Schürer, figlia dell'imprenditore Benedetto Schürer da Blottendorf, che poi lo finanziò nei suoi esperimenti e lavori.
Si occupò inizialmente, anche grazie all'esperienza maturata a Meißen, di pittura su vetro, per la produzione del vetro bianco denominato "al latte" e del vetro "alabastro" con i quali ottenne i primi successi.
Intraprese sin dal 1816 degli esperimenti di tintura di vetro a strati sottili, fino all'invenzione presso l'Università di tecnologia di Vienna, in parte casualmente attraverso esperimenti, del vetro alla litialina (Lithyalinglas), che imitava il marmo e le pietre semi-preziose (diaspro, agata, ecc). Intorno al 1820 aveva raggiunto un tale successo che diventò primo cittadino di Haida (attuale Nový Bor), ove costruì una delle più importanti manifatture del vetro di Boemia. Contemporaneamente, come successore dello zio, il maestro vetraio Anton Kittel, divenne amministratore della vetreria di Neuhütte Röhrsdorf.
Inventò anche, brevettandolo, il colore rosso rubino dei calici boemi, ottenuto con i sali dell'oro, dopo anni di duro lavoro e circa 5.000 esperimenti.

## Onorificenze
Grazie all'invenzione della litialina e del rubino Egermann, ottenne riconoscimenti; nel 1829 gli fu dato il privilegio imperiale per l'invenzione del vetro alla litialina e gli fu dato il titolo di produttore privilegiato; dalla Società per l'incoraggiamento del commercio in Boemia ottenne medaglie d'argento e d'oro. 
Ancora oggi a Novy Bor (Haida) vi è una manifattura del vetro a lui dedicata.